# Onde de Stoneley
 (mai 2023).
La mise en forme du texte ne suit pas les recommandations de Wikipédia : il faut le « wikifier ».
Les points d'amélioration suivants sont les cas les plus fréquents :
- Les titres sont pré-formatés par le logiciel. Ils ne sont ni en capitales, ni en gras.
- Le texte ne doit pas être écrit en capitales (les noms de famille non plus), ni en gras, ni en italique, ni en « petit »…
- Le gras n'est utilisé que pour surligner le titre de l'article dans l'introduction, une seule fois.
- L'italique est rarement utilisé : mots en langue étrangère, titres d'œuvres, noms de bateaux, etc.
- Les citations ne sont pas en italique mais en corps de texte normal. Elles sont entourées par des guillemets français : « et ».
- Les listes à puces sont à éviter, des paragraphes rédigés étant largement préférés. Les tableaux sont à réserver à la présentation de données structurées (résultats, etc.).
- Les appels de note de bas de page (petits chiffres en exposant, introduits par l'outil «  Source ») sont à placer entre la fin de phrase et le point final[comme ça].
- Les liens internes (vers d'autres articles de Wikipédia) sont à choisir avec parcimonie. Créez des liens vers des articles approfondissant le sujet. Les termes génériques sans rapport avec le sujet sont à éviter, ainsi que les répétitions de liens vers un même terme.
- Les liens externes sont à placer uniquement dans une section « Liens externes », à la fin de l'article. Ces liens sont à choisir avec parcimonie suivant les règles définies. Si un lien sert de source à l'article, son insertion dans le texte est à faire par les notes de bas de page.
- La présentation des références doit suivre les conventions bibliographiques. Il est recommandé d'utiliser les modèles {{Ouvrage}}, {{Chapitre}}, {{Article}}, {{Lien web}} et/ou {{Bibliographie}}. Le mode d'édition visuel peut mettre en forme automatiquement les références.
- Insérer une infobox (cadre d'informations à droite) n'est pas obligatoire pour parachever la mise en page.

Pour une aide détaillée, merci de consulter Aide:Wikification.
Si vous pensez que ces points ont été résolus, vous pouvez retirer ce bandeau et améliorer la mise en forme d'un autre article.
Une onde de Stoneley est une onde limite (ou onde d'interface) qui se propage généralement le long d'une interface solide-solide. Elle porte le nom du sismologue britannique de l'Université de Leeds Robert Stoneley (1894-1976), qui l'a découverte en 1924. Lorsqu'elle se trouve à une interface liquide-solide, cette onde est également appelée onde de Scholte.
L'onde est d'intensité maximale à l'interface et décroît exponentiellement en fonction de la distance à celle-ci.

## Occurrence et utilisation
Les ondes de Stoneley sont le plus souvent générées lors de la diagraphie sonique des trous de forage et du profilage sismique vertical. Elles se propagent le long des parois d'un forage rempli de fluide. Elles constituent une grande partie de la composante basse fréquence du signal de la source sismique et leur atténuation est sensible aux fractures et à la perméabilité des formations. Des études récentes ont montré que le traitement des ondes de Stoneley dans le trou de forage aide à faire la distinction entre les veines de charbon fracturées et non fracturées. Ainsi, l'analyse des ondes de Stoneley peut permettre d'estimer les propriétés des roches. Le traitement standard des données des diagraphies soniques pour dériver la vitesse des ondes et le contenu énergétique est expliqué dans,.

## Comparaison aux autres ondes
Un certain nombre de modes d'onde ont été prédits d'après la fluidité du milieu,.
| Type d'onde (dans les solides)          | Vibration des particules                                              |
| --------------------------------------- | --------------------------------------------------------------------- |
| Longitudinal                            | Parallèle à la direction de l'onde                                    |
| Transverse                              | Perpendiculaire à la direction de l'onde                              |
| Surfacique de Rayleigh                  | orbite elliptique - mode symétrique                                   |
| Onde plane de Lamb                      | Composante perpendiculaire à la surface (onde d'extension)            |
| Onde plane de Love                      | Parallèle à la couche plane, perpendiculaire à la direction de l'onde |
| Stoneley (Ondes de Rayleigh qui fuient) | Onde guidée le long de l'interface                                    |
| Katsutada Sezawa                        | mode antisymétrique                                                   |

## Effet de la perméabilité
La perméabilité peut influencer la propagation des ondes de Stoneley de trois manières. Les ondes de Stoneley peuvent être partiellement réfléchies à des contrastes d'impédance prononcés lors de fractures, de la lithologie ou des changements de diamètre de forage. De plus, à mesure que la perméabilité de la formation augmente, la vitesse des ondes de Stoneley diminue, induisant ainsi une dispersion. Le troisième effet est l'atténuation des ondes de Stoneley.